# Eduard Francke (Fußballspieler)
Eduard „Eddi“ Francke (* 8. Februar 1918 in Erfurt-Daberstedt; † 1. September 2010 in Erfurt) war ein deutscher Fußballspieler, der zwischen 1949 und 1953 für die BSG KWU/Turbine Erfurt in der Zonen/Oberliga des DDR-Fußballs spielte.

## Sportliche Laufbahn
Francke begann als Jugendlicher in seinem Heimatort beim Sportring Daberstedt Fußball zu spielen. Später wechselte er zur Spielvereinigung Erfurt, und als Soldat spielte er während des Zweiten Weltkriegs beim Karlsruher SC, bei Eintracht Frankfurt und Hessen Kassel. Nach Kriegsende kehrte Francke nach Erfurt zurück. Die SpVgg Erfurt war inzwischen aufgelöst worden und Francke schloss sich der neu gegründeten SG Henry Pels an.
Im November 1949 wechselte er zur Betriebssportgemeinschaft (BSG) KWU Erfurt, die in der im September erstmals ausgetragenen ostdeutschen Fußball-Zonenliga spielte. Sein erstes Spiel in der höchsten ostdeutschen Spielklasse bestritt er am 20. November 1949 in der Begegnung Vorwärts Schwerin – KWU Erfurt (2:6) und führte sich mit zwei Toren erfolgreich ein. Obwohl er bis zum Saisonende nur zwölf von 26 Punktspielen bestritt, wurde er mit zehn Toren erfolgreichster Schütze seiner Mannschaft. In zwei Spielen konnte er sich jeweils mit drei Toren auszeichnen. Die Erfurter schlossen die Saison mit dem Endspiel um den DDR-Fußballpokal ab. Sie trafen auf die BSG EHW Thale, unterlagen aber mit 0:4. Francke hatte als Rechtsaußenstürmer mitgewirkt.
In der Mammutsaison 1950/51 mit 34 Punktspielen konnte Francke in der Hinrunde verletzungsbedingt nur dreimal eingesetzt werden. Erst in der Rückrunde absolvierte er alle 17 Meisterschaftsspiele in der nun DS-Oberliga (Oberliga des Deutschen Sportausschusses) bezeichneten Spielklasse. Bei fünf Einsätzen erzielte er je einen Treffer. Nach dem Ende der Saison stand die Erfurter Mannschaft, inzwischen unter dem Namen Turbine Erfurt antretend, punktgleich mit der BSG Chemie Leipzig an der Tabellenspitze. Es kam zu einem Entscheidungsspiel um die DDR-Meisterschaft, das die Erfurter mit 0:2 verloren. Francke war wieder als rechter Außenstürmer aufgeboten worden.
Auch die Spielzeit 1951/52 begann zunächst wieder ohne Francke. Er stieg erst am 10. Spieltag in die Punktspiele ein, um danach die übrigen acht Oberligaspiele bis zur Winterpause zu bestreiten. Er blieb diesmal ohne Torerfolg. In der Silvesternacht 1951 verursachte er unter Alkoholeinfluss einen schweren Verkehrsunfall und wurde zu einer sechsmonatigen Haftstrafe verurteilt. Für die Saison 1952/53 stand Francke wieder im Kader der BSG Turbine Erfurt, kam aber nur noch dreimal in der Oberliga zum Einsatz. Sein letztes Oberligaspiel bestritt Francke am 1. Februar 1953 in der Begegnung des 20. Spieltages Lokomotive Stendal – Turbine Erfurt (1:1) über 69 Minuten als Einwechselspieler. Es war sein 45. Meisterschaftsspiel innerhalb von vier Spielzeiten. Dabei war er auf 16 Tore gekommen.
Auch nach seiner Laufbahn als Fußballspieler blieb er dem Erfurter Fußball verbunden. Zuletzt war er bis zu seinem Tode Ehrenratsmitglied des FC Rot-Weiß Erfurt, des Nachfolgers der Fußballsektion der BSG Turbine Erfurt.